# آدریشتا
اصطلاح سانسکریت، آدریشتا (سانسکریت: अदृष्ट)، به معنی دیده نشده، نادیده، مشاهده نشده، پیش‌بینی نشده، ناشناخته، نامرئی، غیرمنتظره، فوق محسوس، لطیف ، وصف ناپذیر و سرنوشت گفته می‌شود

## فلسفه هندو
آدریشتا در فلسفه هندو به نیروی غیبی و نتایج نامرئی کارهایی که به شخص می‌رسد اشاره دارد.

## درک آدریشتا
آدریشتا، که در لغت به معنای نادیده است، در بافت میمامسا به نتیجه نامرئی مراسمی (قرائت سرودهای ودائی، مانترا، قربانی) اشاره دارد که به شخص تعلق می‌گیرد؛ و درک آن مستلزم هوشیاری است.

## نظریه اتمی
در نظریه اتمی، جهان با دسته شدن و تجمع اتم‌ها شکل می‌گیرد و هر پدیده ای، توسط آدریشتا غیبی که در اتم‌ها ساکن است، ایجاد می‌شود. آدریشتا، اصل غیبی (روح) و جوهر جامع اتم‌ها است و فعالیت و دسته نمودن (اتم‌ها) در این اصل غیبی صورت پذیر است.